# Ruellia cordata
Ruellia cordata är en akantusväxtart som beskrevs av Carl Peter Thunberg. Ruellia cordata ingår i släktet Ruellia och familjen akantusväxter. Inga underarter finns listade i Catalogue of Life.